# Nidularium apiculatum
Nidularium apiculatum är en gräsväxtart som beskrevs av Lyman Bradford Smith. Nidularium apiculatum ingår i släktet Nidularium och familjen Bromeliaceae.

## Underarter
Arten delas in i följande underarter:
- N. a. apiculatum
- N. a. serrulatum